# Chiesa di San Frediano (Camugliano)
La chiesa di San Frediano è un edificio religioso situato a Camugliano, frazione di Ponsacco, in provincia di Pisa.

## Storia e descrizione
Costruita nel 1586, ha subìto varie trasformazioni nel Settecento, seguite da profondi rifacimenti nel 1864. È preceduta da un portico a tre arcate, sotto il quale si conserva la venerata statua della Madonna Immacolata (1954). A destra si eleva il bel campanile, seguito dai locali della sagrestia, riedificata nel 1760. Il semplice interno, ad unica navata, è arricchito da due altari laterali: sul destro, gli affreschi con San Francesco, San Rocco e lo Spirito Santo che decorano il sottarco; sull'altare di fronte, entro una pregiata cornice, la scultura raffigurante la Madonna, Gesù Bambino e San Giovannino, del XVIII secolo. Sopra l'altare maggiore, la Madonna in trono con Gesù Bambino tra San Frediano e San Pietro di Agnolo Bronzino.

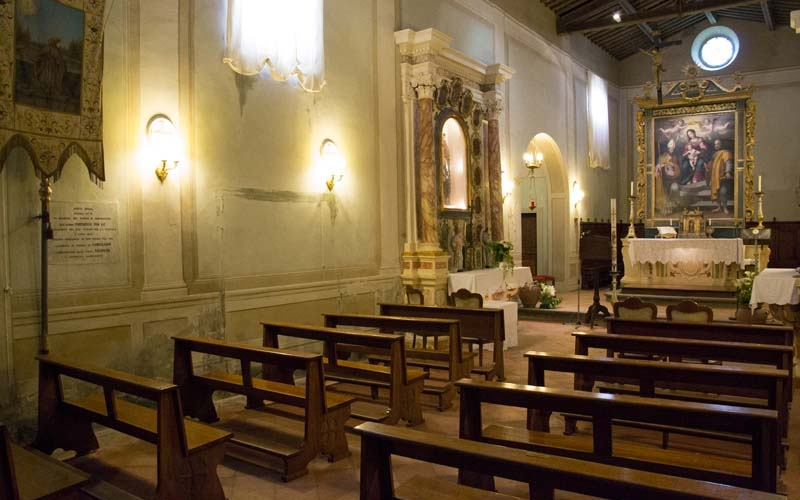
Interno della chiesa